# Marcos Gregorio McGrath

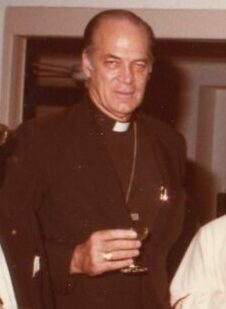
Marcos Gregorio McGrath (1984)

Marcos Gregorio McGrath CSC (* 10. Februar 1924 in Panama-Stadt; † 4. August 2000) war ein panamaischer Geistlicher und römisch-katholischer Erzbischof von Panama.

## Leben
Marcos Gregorio McGrath trat der Kongregation vom Heiligen Kreuz bei und empfing am 11. Juni 1949 die Priesterweihe.
Papst Johannes XXIII. ernannte ihn am 8. August 1961 zum Titularbischof von Caeciri und zum Weihbischof in Panama. Die Bischofsweihe spendete ihm der Erzbischof von Panama, Francisco Beckmann CMF, am 8. Oktober desselben Jahres; Mitkonsekratoren waren Alfredo Méndez-Gonzalez CSC, Bischof von Arecibo, und Jesús Serrano Pastor CMF, Apostolischer Vikar von Darién.
Am 3. März 1964 ernannte ihn Papst Paul VI. zum ersten Bischof von Santiago de Veraguas. Er nahm an allen vier Sitzungsperioden des Zweiten Vatikanischen Konzils als Konzilsvater teil. Er war Vorsitzender des Catholic Inter-American Cooperation Program (CICOP), mit dem die Katholiken in den USA von 1964 bis 1972 Programme der Entwicklungshilfe in Lateinamerika unterstützten, auch die Arbeit von Paulo Freire, Hélder Câmara, Gustavo Gutiérrez und Juan Luis Segundo.
Papst Paul VI. ernannte ihn am 5. Februar 1969 zum Erzbischof von Panama. Am 18. April 1994 nahm Papst Johannes Paul II. seinen gesundheitsbedingten Rücktritt an.